# Luis María Alfageme
Luis María Alfageme (25 de Mayo, Provincia de La Pampa, Argentina, 17 de diciembre de 1984) es un futbolista argentino. Su posición es la de delantero y actualmente juega en el A.S.D. Football Club Matese de la Serie D de Italia.

## Trayectoria

### Comienzos
Comenzó su carrera juvenil en el Cipolletti, en seguida pasó por las inferiores de Boca Juniors. Para luego irse a Dinamarca y terminar su formación en el Koge. En 2004 fue comprado por el Brescia.

### Brescia
Alfageme firmó por el entonces equipo de la Serie A el Brescia en junio de 2004.

### Acireale
En la temporada 2005-06 fue cedido al Acireale luego de un breve paso en la Serie B con el Brescia.
Hizo su debut en el Acireale en una derrota frente al Chieti el 11 de septiembre de 2005, disputó el encuentro desde su inicio. Marcó su primer gol en el campeonato el 11 de diciembre frente al Frosinone, el partido terminaría en una igualdad en 2. A la semana siguiente, hizo lo mismo frente al Perugia.

### Préstamos en la Serie C
Hizo su debut en la Serie B el 9 de septiembre de 2006 en un Brescia-Piacenza (2-0), entrando a los 35 minutos por Daniele Mannini. En el mercado de invierno del 2007 va cedido al Cremonese de la Serie C1, en donde llegó a disputar 10 partidos sin ningún gol.
El 31 de agosto de 2007, se trasladó, siempre en calidad de préstamo a Pescara. Hizo su debut en el cuarto día de desde su llegada al club en Pescara-Sambenedettese (4-1), en donde anotó el primer gol del partido y el único en su breve estadía en el club.
El 4 de enero de 2008 fue cedido al Sambenedettese junto a otros compañeros de su paso en el Pescara como Gabriele Bartoletti y Axel Vicentini. En Sambenedettese jugó solo 6 partidos.
El 15 de julio de 2008 fue hecho oficial su fichaje por el Lanciano junto con Vicentini. Debutó con los Abruzos en la primera jornada de la temporada y ganó el encuentro 1-0 contra Sorrento, en sustitución de Matteo Mazzetto a los 69 minutos. El 10 de diciembre, anotó un doblete contra Foggia (victoria por 5-2). Terminó la temporada con 30 partidos y 3 goles.

### Grosseto
El 8 de agosto de 2009, fue fichado por el equipo de la Serie B Grosseto en un contrato de copropiedad, por una cuota de 500 €. Hizo su debut el 10 de agosto de 2009 en el encuentro de la segunda ronda de la Copa Italia en donde ganó 3-2 contra Cosenza, entró como sustitutos y anotó el gol del triunfo para Grosseto y con ese gol ayudó al club a avanzar a la tercera ronda.
El 25 de junio de 2010, la asociación le renueva para la temporada siguiente. Estuvo fuera durante la primera mitad de la temporada, al año siguiente se desplegó con menos continuidad. El 24 de junio de 2011, el Grosseto, le vuelve a renovar su contrato.
La temporada siguiente se encuentra con un entrenador conocido por él como Guido Ugolotti, que ya lo había entrenado en el Acireale y Sambenedettese. El 18 de febrero de 2012 en un Ascoli-Grosseto (0-2) marcó sus dos primeros goles con el Grosseto.
Queda en libertad de acción al final de la temporada.

### Ternana
El 11 de julio de 2012 es fichado como agente libre por el Ternana, firmando un contrato por dos años. Hace su debut el 11 de agosto de 2012 en un Ternana-Trapani (2-0), válido para la segunda ronda de la Copa de Italia, en donde anotaría después de transcurridos los primeros 4 minutos de juego.
Hizo su debut por liga el 25 de agosto en una derrota por 1-0 contra el Pro Vercelli, jugando de titular y fue reemplazado a los 56 minutos. Marcó su primer gol por liga el 8 de diciembre contra el Juve Stabia en una victoria por 3-2. Terminó la temporada con 40 partidos y 4 goles, incluyendo la Copa de Italia.
El 11 de septiembre de 2013, se rompe los ligamentos de la rodilla derecha, con tiempos de recuperación de entre cinco y seis meses. Volvió a jugar en el mes de marzo del 2014, en un partido contra el Varese.

### Benevento
Una vez terminado su contrato con el Ternana, el 26 de julio de 2014 firmó un contrato de dos años con el Benevento.

## Características
Físicamente fuerte, se puede adaptar en función de segundo delantero. Durante su carrera, también ha sido utilizado como extremo.

## Clubes
| Club                        | País      | Año       |
| --------------------------- | --------- | --------- |
| Cipolletti                  | Argentina | 2001-2002 |
| Boca Juniors                | Argentina | 2002      |
| Koge                        | Dinamarca | 2002-2004 |
| Brescia                     | Italia    | 2004-2005 |
| Acireale                    | Italia    | 2005-2006 |
| Brescia                     | Italia    | 2006-2009 |
| Cremonese                   | Italia    | 2007      |
| Pescara                     | Italia    | 2007      |
| Sambenedettese              | Italia    | 2008      |
| Grosseto                    | Italia    | 2009-2012 |
| Ternana                     | Italia    | 2012-2014 |
| Benevento                   | Italia    | 2014-2015 |
| Casertana                   | Italia    | 2015-2016 |
| Padova                      | Italia    | 2016-2017 |
| Casertana                   | Italia    | 2017-2019 |
| Avelino                     | Italia    | 2019-2020 |
| Taranto                     | Italia    | 2020-2021 |
| A.S.D. Football Club Matese | Italia    | 2021-Act. |